# 大日本帝国陸軍師団一覧
大日本帝国陸軍師団一覧（だいにほんていこくりくぐんしだんいちらん、List of Imperial Japanese Army Divisions）は、大日本帝国陸軍の師団を一覧形式でまとめたものである。

## 一般師団
師団名の後の地名は主に編成地である。丸括弧は欠番（200番代及び300番台は省略する）。
- 近衛第1師団 - 東京
- 近衛第2師団 - 東京
- 近衛第3師団 - 東京
- 第1師団 - 東京（旧・東京鎮台）
- 第2師団 - 仙台（旧・仙台鎮台）
- 第3師団 - 名古屋（旧・名古屋鎮台）
- 第4師団 - 大阪（旧・大阪鎮台）
- 第5師団 - 広島（旧・広島鎮台）
- 第6師団 - 熊本（旧・熊本鎮台）
- 第7師団 - 札幌／旭川
- 第8師団 - 弘前
- 第9師団 - 金沢
- 第10師団 - 姫路
- 第11師団 - 善通寺
- 第12師団 - 小倉
- 第13師団 - 高田／仙台
- 第14師団 - 宇都宮
- 第15師団 - 豊橋／京都
- 第16師団 - 京都
- 第17師団 - 岡山／姫路
- 第18師団 - 久留米
- 第19師団 - 羅南
- 第20師団 - 京城
- 第21師団 - 金沢
- 第22師団 - 仙台
- 第23師団 - 熊本
- 第24師団 - 満洲ハルビン
- 第25師団 - 満洲東寧
- 第26師団 - 名古屋
- 第27師団 - 佐倉（旧・支那駐屯軍）
- 第28師団 - 満洲新京
- 第29師団 - 名古屋
- 第30師団 - 平壌
- 第31師団 - 甲府
- 第32師団 - 東京
- 第33師団 - 仙台
- 第34師団 - 大阪
- 第35師団 - 東京
- 第36師団 - 弘前
- 第37師団 - 熊本
- 第38師団 - 名古屋
- 第39師団 - 広島
- 第40師団 - 善通寺
- 第41師団 - 宇都宮
- 第42師団 - 仙台
- 第43師団 - 名古屋
- 第44師団 - 大阪
- （第45師団 - 欠番）
- 第46師団 - 熊本
- 第47師団 - 弘前
- 第48師団 - 台湾（旧・台湾守備隊）
- 第49師団 - 京城
- 第50師団 - 台湾台北
- 第51師団 - 宇都宮
- 第52師団 - 金沢
- 第53師団 - 京都
- 第54師団 - 姫路
- 第55師団 - 善通寺

- 第56師団 - 久留米
- 第57師団 - 弘前
- 第58師団 - 熊本
- 第59師団 - 柏
- 第60師団 - 佐倉
- 第61師団 - 東京
- 第62師団 - 京都
- 第63師団 - 宇都宮
- 第64師団 - 広島
- 第65師団 - 名古屋
- 第66師団 - 台湾
- 第68師団 - 大阪
- 第69師団 - 弘前
- 第70師団 - 広島
- 第71師団 - 旭川
- 第72師団 - 仙台
- 第73師団 - 名古屋
- （第74〜76師団 - 欠番）
- 第77師団 - 旭川
- （第78師団 - 欠番）
- 第79師団 - 羅南
- （第80師団 - 欠番）
- 第81師団 - 宇都宮
- （第82・83師団 - 欠番）
- 第84師団 - 姫路
- （第85師団 - 欠番）
- 第86師団 - 久留米
- （第87師団 - 欠番）
- 第88師団 - 豊原
- 第89師団 - 天寧
- （第90師団 - 欠番）
- 第91師団 - 占守郡柏原
- （第92師団 - 欠番）
- 第93師団 - 金沢
- 第94師団 - 大阪
- （第95師団 - 欠番）
- 第96師団 - 福岡
- （第97〜99師団 - 欠番）
- 第100師団 - 名古屋
- 第101師団 - 東京
- 第102師団 - 熊本
- 第103師団 - 熊本
- 第104師団 - 大阪
- 第105師団 - 広島
- 第106師団 - 熊本
- 第107師団 - 弘前
- 第108師団 - 弘前／弘前
- 第109師団 - 金沢／甲府
- 第110師団 - 姫路
- 第111師団 - 善通寺
- 第112師団 - 久留米
- （第113師団 - 欠番）
- 第114師団 - 宇都宮／溝ノ口
- 第115師団 - 旭川
- 第116師団 - 京都
- 第117師団 - 柏
- 第118師団 - 京都
- 第119師団 - 東京
- 第120師団 - 善通寺
- 第121師団 - 善通寺
- 第122師団 - 東京
- 第123師団 - 名古屋
- 第124師団 - 仙台
- 第125師団 - 広島
- 第126師団 - 熊本
- 第127師団 - 宇都宮
- 第128師団 - 金沢
- 第129師団 - 長野

- 第130師団 - 京都
- 第131師団 - 金沢
- 第132師団 - 大阪
- 第133師団 - 熊本
- 第134師団 - 満洲佳木斯
- 第135師団 - 満洲
- 第136師団 - 満洲
- 第137師団 - 羅南
- 第138師団 - 満洲
- 第139師団 - 満洲
- 第140師団 - 東京
- （第141師団 - 欠番）
- 第142師団 - 仙台
- 第143師団 - 名古屋
- 第144師団 - 大阪
- 第145師団 - 広島
- 第146師団 - 熊本
- 第147師団 - 旭川
- 第148師団 - 満洲
- 第149師団 - 満洲
- 第150師団 - 京城
- 第151師団 - 宇都宮
- 第152師団 - 金沢
- 第153師団 - 京都
- 第154師団 - 広島
- 第155師団 - 善通寺
- 第156師団 - 久留米
- 第157師団 - 弘前
- 第158師団 - 満洲
- （第159師団 - 欠番）
- 第160師団 - 平壌
- 第161師団 - 熊本
- （第162〜199師団 - 欠番）
- 第201師団 - 東京
- 第202師団 - 仙台
- 第205師団 - 広島
- 第206師団 - 熊本
- 第209師団 - 金沢
- 第212師団 - 久留米
- 第214師団 - 宇都宮
- 第216師団 - 京都
- 第221師団 - 長野
- 第222師団 - 弘前
- 第224師団 - 広島
- 第225師団 - 大阪
- 第229師団 - 金沢
- 第230師団 - 東京
- 第231師団 - 広島
- 第234師団 - 東京
- 第303師団 - 名古屋
- 第308師団 - 弘前
- 第312師団 - 久留米
- 第316師団 - 京都
- 第320師団 - 京城
- 第321師団 - 東京
- 第322師団 - 仙台
- 第344師団 - 善通寺
- 第351師団 - 宇都宮
- 第354師団 - 東京
- 第355師団 - 姫路

## 専門部隊の師団
戦車師団
- 戦車第1師団 - 福岡
- 戦車第2師団 - 大阪
- 戦車第3師団 - 津田沼
- 戦車第4師団 - 津田沼

高射師団
- 高射第1師団 - 東京
- 高射第2師団 - 名古屋
- 高射第3師団 - 大阪
- 高射第4師団 - 小倉

飛行師団
- 第1飛行師団
- 第2飛行師団
- 第3飛行師団
- 第4飛行師団
- 第5飛行師団
- 第6飛行師団
- 第7飛行師団

- 第8飛行師団
- 第9飛行師団
- 第10飛行師団
- 第11飛行師団
- 第12飛行師団
- 第13飛行師団
- 第51教育飛行師団

- 第51航空師団
- 第52航空師団
- 第53航空師団
- 第55航空師団
- 第1挺進集団
- 立川教導航空整備師団
- 水戸教導航空通信師団

- 下志津教導飛行師団
- 明野教導飛行師団
- 常陸教導飛行師団
- 鉾田教導飛行師団
- 浜松教導飛行師団
- 宇都宮教導飛行師団

- 第20戦闘飛行集団
- 第30戦闘飛行集団